# Nathan Smith (biatleet)
Nathan Smith (Calgary, 25 december 1985) is een voormalig Canadees biatleet. Hij vertegenwoordigde zijn vaderland op de Olympische Winterspelen 2014 in Sotsji en op de Olympische Winterspelen 2018 in Pyeongchang.

## Carrière
Smith maakte zijn wereldbekerdebuut in december 2008 in Hochfilzen. In 2014 nam Smith een eerste keer deel aan de olympische winterspelen. Hij eindigde 11e in de achtervolging en 13e in de sprint. Op de Wereldkampioenschappen biatlon 2015 in Kontiolahti behaalde Smith de zilveren medaille in het sprintnummer. Op 21 maart 2015 behaalde hij zijn eerste overwinning in een wereldbekerwedstrijd door winst op de 12,5 km achtervolging in Chanty-Mansiejsk.

## Resultaten

### Olympische Winterspelen
| Jaar | Plaats      | Onderdeel   | Onderdeel | Onderdeel     | Onderdeel  | Onderdeel | Onderdeel          |
| Jaar | Plaats      | Individueel | Sprint    | Achtervolging | Massastart | Estafette | Gemengde estafette |
| ---- | ----------- | ----------- | --------- | ------------- | ---------- | --------- | ------------------ |
| 2010 | Vancouver   | –           | –         | –             | –          | –         |                    |
| 2014 | Sotsji      | 25e         | 13e       | 11e           | DNF        | 7e        | –                  |
| 2018 | Pyeongchang | 81e         | 44e       | 54e           | –          | –         | –                  |

### Wereldkampioenschappen
| Jaar | Plaats            | Onderdeel                                   | Onderdeel                                   | Onderdeel                                   | Onderdeel                                   | Onderdeel                                   | Onderdeel                                   |
| Jaar | Plaats            | Individueel                                 | Sprint                                      | Achtervolging                               | Massastart                                  | Estafette                                   | Gemengde estafette                          |
| ---- | ----------------- | ------------------------------------------- | ------------------------------------------- | ------------------------------------------- | ------------------------------------------- | ------------------------------------------- | ------------------------------------------- |
| 2008 | Östersund         | 81e                                         | 92e                                         | –                                           | –                                           | 21e                                         | –                                           |
| 2009 | Pyeongchang       | –                                           | –                                           | –                                           | –                                           | –                                           | –                                           |
| 2010 | Chanty-Mansiejsk  | Niet gehouden vanwege Olympische Spelen     | Niet gehouden vanwege Olympische Spelen     | Niet gehouden vanwege Olympische Spelen     | Niet gehouden vanwege Olympische Spelen     | Niet gehouden vanwege Olympische Spelen     | –                                           |
| 2011 | Chanty-Mansiejsk  | 85e                                         | 67e                                         | –                                           | –                                           | 11e                                         | –                                           |
| 2012 | Ruhpolding        | 61e                                         | 45e                                         | 43e                                         | –                                           | 13e                                         | 18e                                         |
| 2013 | Nové Město        | 62e                                         | 72e                                         | –                                           | –                                           | 8e                                          | –                                           |
| 2015 | Kontiolahti       | 44e                                         | Zilver                                      | 13e                                         | 23e                                         | 19e                                         | 12e                                         |
| 2016 | Oslo Holmenkollen | 42e                                         | 46e                                         | 15e                                         | –                                           | Brons                                       | 11e                                         |
| 2017 | Hochfilzen        | Niet deelgenomen vanwege hardnekkige ziekte | Niet deelgenomen vanwege hardnekkige ziekte | Niet deelgenomen vanwege hardnekkige ziekte | Niet deelgenomen vanwege hardnekkige ziekte | Niet deelgenomen vanwege hardnekkige ziekte | Niet deelgenomen vanwege hardnekkige ziekte |

### Wereldkampioenschappen junioren
| Jaar | Plaats       | Onderdeel   | Onderdeel | Onderdeel     | Onderdeel |
| Jaar | Plaats       | Individueel | Sprint    | Achtervolging | Estafette |
| ---- | ------------ | ----------- | --------- | ------------- | --------- |
| 2005 | Kontiolahti  | 39e         | 53e       | 49e           | Brons     |
| 2006 | Presque Isle | 43e         | 24e       | 19e           | DSQ       |

### Wereldbeker
Eindklasseringen
| Seizoen   | Algemeen                                    | Individueel                                 | Sprint                                      | Achtervolging                               | Massastart                                  |
| --------- | ------------------------------------------- | ------------------------------------------- | ------------------------------------------- | ------------------------------------------- | ------------------------------------------- |
| 2010/2011 | 104e                                        | -                                           | -                                           | 84e                                         | -                                           |
| 2011/2012 | 103e                                        | -                                           | -                                           | 90e                                         | -                                           |
| 2012/2013 | -                                           | -                                           | -                                           | -                                           | -                                           |
| 2013/2014 | 32e                                         | 32e                                         | 32e                                         | 24e                                         | -                                           |
| 2014/2015 | 16e                                         | 33e                                         | 13e                                         | 10e                                         | 19e                                         |
| 2015/2016 | 28e                                         | 54e                                         | 29e                                         | 21e                                         | 21e                                         |
| 2016/2017 | Niet deelgenomen vanwege hardnekkige ziekte | Niet deelgenomen vanwege hardnekkige ziekte | Niet deelgenomen vanwege hardnekkige ziekte | Niet deelgenomen vanwege hardnekkige ziekte | Niet deelgenomen vanwege hardnekkige ziekte |
| 2017/2018 | 57e                                         | 56e                                         | 50e                                         | 65e                                         | -                                           |

Wereldbekerzeges
| Nr. | Datum         | Plaats           | Onderdeel             |
| --- | ------------- | ---------------- | --------------------- |
| 1.  | 21 maart 2015 | Chanty-Mansiejsk | 12,5 km achtervolging |